# Bezprzedmiotowość decyzji administracyjnej
Bezprzedmiotowość decyzji administracyjnej – niemożliwość zrealizowania celu, który organ administracyjny ma na względzie, wydając decyzję administracyjną. W literaturze wskazuje się na sytuacje, kiedy zachodzi bezprzedmiotowość decyzji administracyjnej – są to:
- brak podmiotu stosunku administracyjnoprawnego (przyczyną jest śmierć osoby fizycznej albo likwidacja jednostki organizacyjnej, będących stronami postępowania),
- utrata przez stronę kwalifikacji niezbędnych do wykonywania uprawnień wynikających z decyzji administracyjnej,
- rezygnacja przez stronę z uprawnień nadanych decyzją,
- brak przedmiotu, którego dotyczyła decyzja,
- zmiana lub uchylenie (w całości lub w części) podstawy prawnej rozstrzygnięcia organu,
- zmiana stanu faktycznego stanowiącego przesłankę decyzji.

W sytuacji, kiedy decyzja administracyjna stała się bezprzedmiotowa, a przy tym stwierdzenie wygaśnięcia takiej decyzji wynika z przepisu prawa albo leży to w interesie społecznym lub w interesie strony, organ administracji publicznej, który wydał decyzję w pierwszej instancji, stwierdza jej wygaśnięcie. Stwierdzenie to następuje w drodze decyzji administracyjnej.